# أليكسندرو بويكيوك
أليكسندرو بويكيوك (بالرومانية: Alexandru Boiciuc)‏ (21 أغسطس 1997 بكيشيناو في مولدوفا - ) هو لاعب كرة قدم مولدوفي في مركز الهجوم. شارك مع منتخب مولدوفا تحت 21 سنة لكرة القدم. أما مع النوادي، فقد لعب مع نادي بوليتكنيكا ياشي وACS Foresta Suceava ‏.

## وصلات خارجية
- أليكسندرو بويكيوك على موقع الاتحاد الأوربي (الإنجليزية)
- أليكسندرو بويكيوك على موقع اتحاد أوكرانيا (الإنجليزية)
- أليكسندرو بويكيوك على موقع قاعدة بيانات كرة القدم.إي يو (الإنجليزية)
- أليكسندرو بويكيوك على موقع ناشيونال فوتبول تيمز (الإنجليزية)
- أليكسندرو بويكيوك على موقع Soccerway.com (الإنجليزية)